# Alyx Vance
Alyx Vance è un personaggio della serie di videogiochi Half-Life: in particolare appare in Half-Life 2 e nelle relative espansioni, sebbene le sue origini risalgano al primo capitolo della serie. Il personaggio è il protagonista di Half-Life: Alyx.

## Personaggio
Alyx è la figlia dello scienziato di Black Mesa Eli Vance; entrambi sono sopravvissuti al disastro di Black Mesa (in Half-Life 2: Episode Two il G-Man dichiara di averla voluta salvare personalmente), mentre sua madre è morta. Insieme al padre, a Isaac Kleiner, Judith Mossman e Barney Calhoun è tra i principali esponenti del gruppo di resistenza contro i Combine.
Alyx è la coprotagonista di Half-Life 2, ed è controllata dal computer. Le sue abilità nell'hacking e le sue conoscenze elettroniche saranno fondamentali per oltrepassare i sistemi Combine; inoltre spesso aiuta il protagonista usando varie armi.

## Sviluppo
L'aspetto del personaggio è basato sull'attrice statunitense Jamil Mullen. Alyx è doppiata da Merle Dandridge in Half-Life 2 e i due episodi successivi, e da Ozioma Akagha in Half-Life: Alyx.

## Accoglienza
Il personaggio è stato accolto con favore dalla critica. Alyx Vance è apparsa più volte in classifiche di riviste specializzate riguardanti i migliori personaggi femminili nei videogiochi. GamesRadar ha nominato Alyx "Miss 2004".